# Amaroschema gaudini
Amaroschema gaudini es una especie de escarabajo de la familia Carabidae. Es la única especie del género Amaroschema.

## Distribución geográfica
Es endémica de Tenerife, en las islas Canarias (España).